# Лузитаны
Лузитаны (лат. Lusitani) — племя индоевропейского происхождения, обитавшее на юго-западе Пиренейского полуострова в 1-м тысячелетии до н. э.

## История
В 61 г. до н. э. были захвачены Римом. Около 15 г. до н. э. территория их обитания получила название провинции Лузитания. Считаются народом без истории, так как не имели своих записей до завоевания римлянами. Современные португальцы считают лузитанов своими предками (слово luso переводится с португальского на русский как «португалец»).
Их язык — лузитанский — относится к индоевропейским языкам, однако его принадлежность к кельтской ветви, в отличие от соседствовавшего с ним языка кельтиберов, вызывает сомнения, так как в лузитанском имеется ряд нехарактерных для кельтов сближений с италийскими языками. Данный факт свидетельствует в пользу версии о принадлежности предков лузитанов к группе индоевропейских племен, язык которых занимал промежуточное положение между пракельтским и праиталийским языками (либо состоял с обоими языками в примерно одинаковой степени родства), а самих носителей лузитанского языка — к первой волне индоевропейцев, проникших на Пиренейский полуостров до появления там собственно кельтов. Предположительно предки лузитанов пришли с Альп.
Однако среди историков и археологов сохраняются и другие точки зрения на их этническое происхождение. Некоторые современные учёные полагают, что лузитаны являлись коренным народом Иберийского полуострова, но были подчинены кельтами после прихода последних, и следовательно подверглись кельтизации. Это мнение основывается на свидетельстве Страбона, который выводил лузитанов от кантабров. Близкая точка зрения определяет лузитанов как коренное иберийское племя, появившееся в результате межплеменных браков с соседними кельтскими племенами. Ещё одна версия постулирует, что лузитаны являлись группой племён кельтского происхождения, родственной населявшим восток Пиренейского полуострова лузонам, но ассимилировавшая после своего переселения на юго-запад Иберии большое количество автохтонного иберийского населения. В целом все перечисленные альтернативные мнения не могут убедительно объяснить признаки особенностей лузитанского языка.
Первой занятой лузитанами областью была, по всей видимости, долина реки Дуэро и провинция Бейра Алта. После победы над кельтами и прочими окрестными племенами их ареал вплоть до прибытия римлян доходил до территории Эстремадуры.
Первоначально провинция Лузитания включала также территории Астурии и Галисии.

## Галерея

Этнографическая и лингвистическая карта Пиренейского полуострова около 300 г. до н.э. (до карфагенских завоеваний)
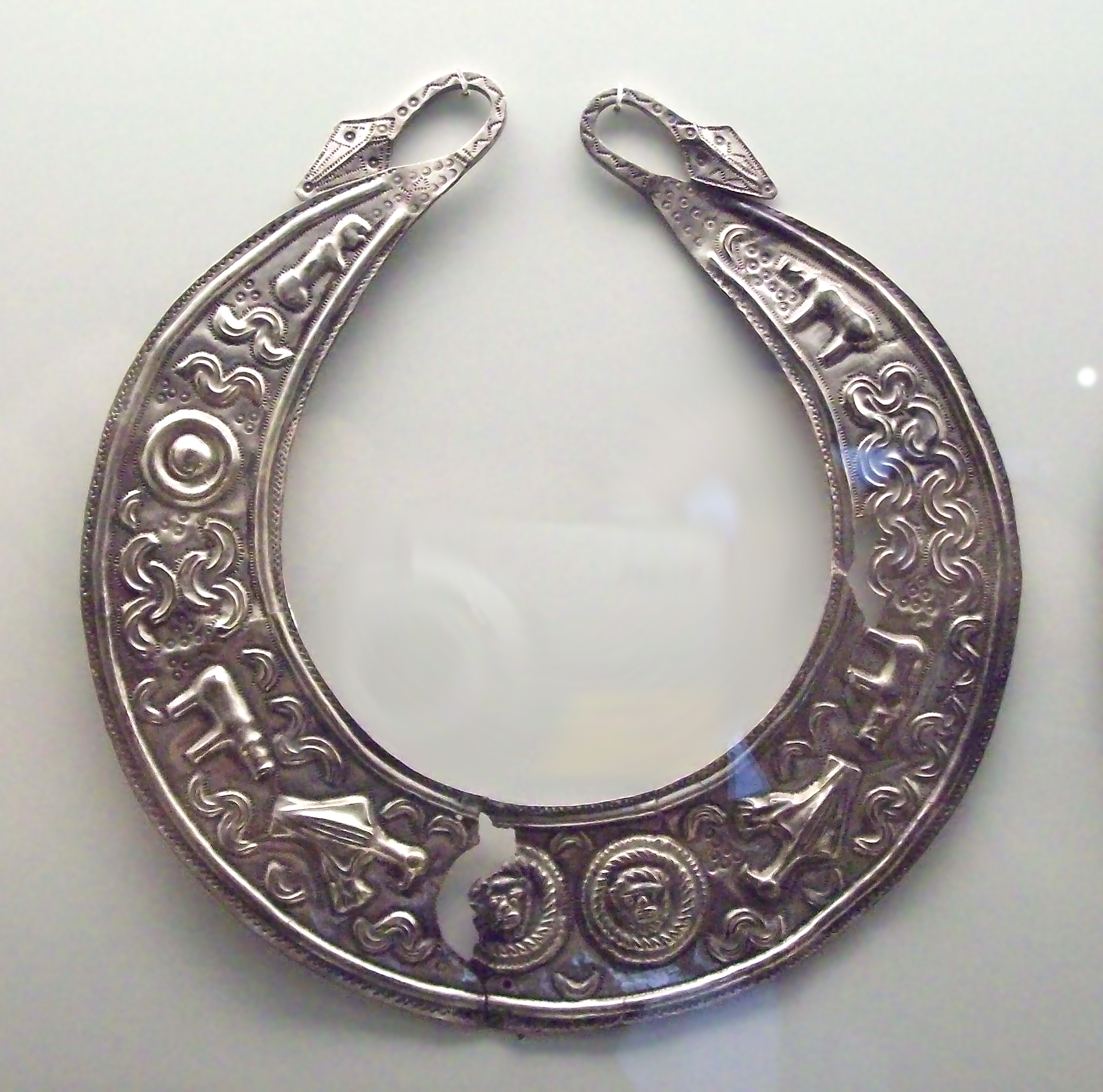
Лузитанская лунула
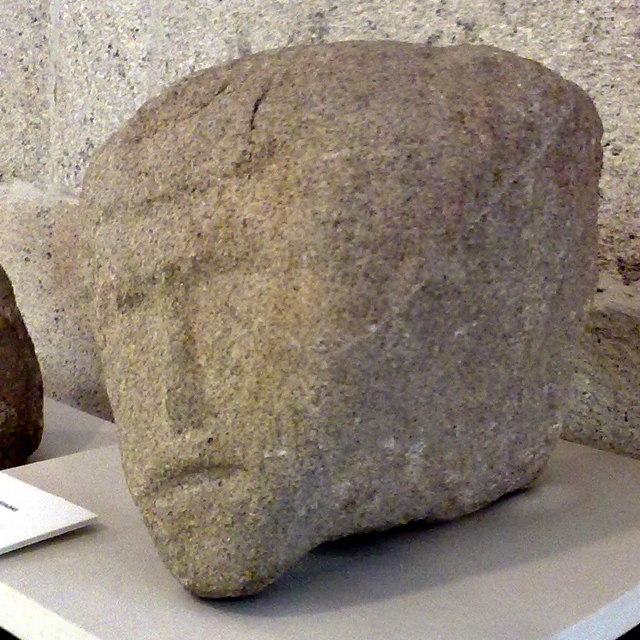
Скульптура «Отрубленная голова»